# Partit Socialista dels Treballadors (Luxemburg)
El Partit Socialista dels Treballadors (en luxemburguès: Lëtzebuerger Sozialistesch Arbechterpartei) és un partit polític d'esquerres de Luxemburg. Fou fundat el 1902 com a Partit Social Demòcrata, del que el 1905 es va separar el Partit Social Democràtic dels Treballadors, encara que el 1912 ambdues seccions es tornaren a unir. El 1916 va ingressar a la Internacional Socialista i el 1921 se li va escindir el Partit Comunista de Luxemburg. El 5 de novembre de 1937 va participar per primer cop en un govern de coalició de Pierre Dupong.
El 1946 va adoptar el nom actual, però el 1970 va patir l'escissió del Partit Socialdemòcrata, que es va tornar a unir al LSAP el 1981. Després de les eleccions legislatives luxemburgueses de 2004 ha format part del govern de coalició de Jean-Claude Juncker amb el Partit Popular Social Cristià.

## Presidents del LSAP després del1945
- Michel Rasquin 1945 - 1951
- Paul Wilwertz 1951 - 1952
- Albert Bousser 1952 - 1954
- Emile Ludwig 1954 - 1955
- Paul Wilwertz 1955 - 1959
- Henry Cravatte 1959 - 1970
- Antoine Wehenkel Sr. 1970 - 1974
- Lydie Schmit 1974 - 1980
- Robert Krieps 1980 - 1985
- Ben Fayot 1985 - 1997
- Jean Asselborn 1997 - 2004
- Alex Bodry 2004 - 2014[1]
- Claude Haagen 2014 - actualitat

## Resultats electorals
Aquests són els resultats obtingut pel PSTL a les eleccions a la Cambra de Diputats de Luxemburg. La línia mostra el nombre de diputats i percentatge obtinguts.
| Any  | Vots      | %    | Pos. | Escons  | +/- | Govern   |
| ---- | --------- | ---- | ---- | ------- | --- | -------- |
| 1919 | 231,672   | 15.6 | 2n   | 8 / 48  | Nou | Oposició |
| 1922 | 73,963    | 10.7 | 4t   | 6 / 48  | 2   | Oposició |
| 1925 | 253,256   | 16.2 | 2n   | 8 / 47  | =   | Oposició |
| 1928 | 352,970   | 32.6 | 2n   | 12 / 52 | 4   | Oposició |
| 1931 | 153,805   | 19.2 | 2n   | 15 / 54 | 3   | Oposició |
| 1934 | 404,729   | 29.4 | 2n   | 14 / 54 | 1   | Oposició |
| 1937 | 238,665   | 24.7 | 2n   | 18 / 55 | 4   | Coalició |
| 1945 | 569,025   | 23.4 | 2n   | 11 / 51 | 7   | Coalició |
| 1948 | 481,755   | 37.8 | 1r   | 15 / 51 | 4   | Oposició |
| 1951 | 372,177   | 33.8 | 2n   | 19 / 52 | 4   | Coalició |
| 1954 | 831,836   | 35.1 | 2n   | 17 / 52 | 2   | Coalició |
| 1959 | 848,523   | 34.9 | 2n   | 17 / 52 | =   | Oposició |
| 1964 | 999,843   | 37.7 | 1r   | 21 / 56 | 4   | Coalició |
| 1968 | 837,555   | 32.3 | 2n   | 18 / 56 | 3   | Oposició |
| 1974 | 875,881   | 29.2 | 2n   | 17 / 59 | 1   | Coalició |
| 1979 | 787,863   | 24.3 | 2n   | 14 / 59 | 3   | Oposició |
| 1984 | 1,104,740 | 33.6 | 2n   | 21 / 64 | 7   | Coalició |
| 1989 | 840,094   | 26.2 | 2n   | 18 / 60 | 3   | Coalició |
| 1994 | 797,450   | 25.4 | 2n   | 17 / 60 | 1   | Coalició |
| 1999 | 695,718   | 22.3 | 3r   | 13 / 60 | 4   | Oposició |
| 2004 | 784,048   | 23.4 | 2n   | 14 / 60 | 1   | Coalició |
| 2009 | 695,830   | 21.6 | 2n   | 13 / 60 | 1   | Coalició |
| 2013 | 664,586   | 20.2 | 2n   | 13 / 60 | =   | Coalició |
| 2018 | 621,332   | 17.6 | 2n   | 10 / 60 | 3   | Coalició |
| 2023 | 711,890   | 18.9 | 2n   | 11 / 60 | 1   | Oposició |

### Parlament Europeu
| Any  | Vots    | %          | Escons | +/– |
| ---- | ------- | ---------- | ------ | --- |
| 1979 | 211,106 | 21.6 (#3)  | 1 / 6  |     |
| 1984 | 296,382 | 29.9 (#2)  | 2 / 6  | 1   |
| 1989 | 252,920 | 25.4 (#2)  | 2 / 6  | =   |
| 1994 | 251,500 | 24.8 (#2)  | 2 / 6  | =   |
| 1999 | 239,048 | 23.6 (#2)  | 2 / 6  | =   |
| 2004 | 240,484 | 22.1 (#2)  | 1 / 6  | 1   |
| 2009 | 219,349 | 19.5 (#2)  | 1 / 6  | =   |
| 2014 | 137,504 | 11.7 (#4)  | 1 / 6  | =   |
| 2019 | 152,900 | 12.2 (#4)  | 1 / 6  | =   |
| 2024 | 300,879 | 21.72 (#2) | 1 / 6  | =   |